# گورسینون
گورسینون (به انگلیسی: Gorseinon) یک شهرک در ولز است که در سوانزی واقع شده‌است.

## خواهرخوانده
شهر Ploërmel خواهرخواندهٔ گورسینون هست.